# 萨尔布拉克镇 (哈巴河县)
萨尔布拉克镇，是中华人民共和国新疆维吾尔自治区阿勒泰地区哈巴河县下辖的一个乡镇级行政单位。
2014年7月4日，新疆维吾尔自治区人民政府批复同意撤销萨尔布拉克乡建制，设立萨尔布拉克镇。

## 行政区划
萨尔布拉克镇下辖以下地区：
萨尔布拉克村、喀拉阔布村、吐勒克勒村、阔斯阿尕什村、托布勒格吐别克村、阔克塔斯村、别列则克村、科克托海村、加郎阿什村、玉什阿夏村、喀拉翁格尔村、阔克阿尕什村、克孜勒喀克村、喀拉加勒村、加勒格孜阿尕什村、阿克塔木村、塔依什拜村、喀拉阿尕什村、喀拉塔斯村、克孜勒珠勒都孜村、农科村、阿勒喀别克村、库勒拜吐勒克勒村和阿萨村。